# Fenig szwedzki
Fenig szwedzki (szw. penning) – srebrna moneta bita od XI wieku do roku 1548, używana do końca XVIII wieku.

## Historia
Mennictwo w Szwecji, tak jak i w całej Skandynawii, zaczęło się znacznie później niż w innych krajach europejskich. Za główną przyczynę tego stanu rzeczy uważa się, oprócz opóźnienia cywilizacyjnego, łupieskie wyprawy wikingów, które zaopatrywały Skandynawię w liczne monety. Do dziś archeolodzy znajdują przeróżne monety z IX-XI wieku, nie tylko europejskie (w tym polskie), ale i arabskie. Najwięcej było angielskich pensów, które do czasu bicia własnej monety były podstawową monetą obiegową w całej Skandynawii. Pierwsze szwedzkie monety, fenigi, wybito na początku XI wieku za panowania króla Olafa Skötkonunga. Ważyły one średnio 2.07 gramów.
Z biegiem czasu zawartość srebra w fenigu malała. Główną przyczyną było psucie monety przez królów Szwecji, którzy tym sposobem ratowali swoje finanse. Przykładem może być panujący w latach 1021 (lub 1022) – 1051 Anund Jakob, który obniżył wagę feniga do 1.2 grama. Po śmierci Anunda Jakoba przez okres 100 lat nie bito w Szwecji żadnych monet.
Zawartość srebra w fenigu spadała nie tylko z powodu coraz mniejszej wagi, ale także z powodu zmniejszającej się próby, która czasami spadała do 1/10 zawartości srebra w monecie. W XIII wieku fenig szwedzki zawierał około 0.5 grama srebra, a w XIV wieku już tylko 0.2 grama.
Penning był bity jako odpowiednik angielskich pensów (pennies), niemieckich fenigów (pfennig) czy łacińskich denarów. Szwedzkie fenigi jednak z początku charakteryzowały się tym, że wyraźnie różniły się wartością w zależności od regionu. Wynikało to stąd, że öre, które było jednakowe we wszystkich regionach (wywodziło się z łacińskiego Aureusa), było warte 24 fenigi w prowincji Svealand, 48 fenigów w Götaland i 36 fenigów w Gotland. W XIII wieku system obowiązujący w Svealand (czyli öre = 24 fenigi) stał się wspólny dla całej Szwecji. Przez kilka wieków öre było jedynie jednostką obrachunkową, aż w 1522 roku zaczęto wybijać monety wartości jednego öre.
Dewaluacja feniga i coraz niższa wartość srebra sprawiły, że konieczne okazało się wprowadzenie grubszej monety. Pierwszą monetą większą od feniga był örtug, który po raz pierwszy wybito w 1370 roku za panowania Albrechta Meklemburskiego. Nowa moneta, zawierająca 1.05 gramów srebra, miała wartość 8 fenigów. Stąd na jednego feniga przypadało 0.13 gramów czystego srebra. Za panowania Eryka Pomorskiego (1412–1439) pojawił się fyrk, czyli czworak równy 4 fenigom.
Od roku 1534 bito szwedzkiego talara (daler) równego 4 markom. W 1536 zaczęto bić monety jednomarkowe. W tym momencie relacje między szwedzkimi monetami przedstawiały się następująco:
| moneta | Marka | Öre | Örtug | Fenig |
| ------ | ----- | --- | ----- | ----- |
| Daler  | 4     | 32  | 96    | 768   |
| Marka  |       | 8   | 32    | 192   |
| Öre    |       |     | 3     | 24    |
| Örtug  |       |     |       | 8     |

W 1604 roku talar szwedzki zmienił nazwę z daler na riksdaler. W następnym okresie szwedzki system walutowy był bardzo skomplikowany, gdyż obok monet srebrnych wybijano także monety miedziane, a relacja między wartością srebra i miedzi była płynna. Gdy w 1777 roku riksdaler stał się podstawą szwedzkiego systemu walutowego, fenig zakończył swoje istnienie.
Nazwa feniga zachowała się w szwedzkim języku do dziś, gdyż obecnie słowo pengar (fenig w liczbie mnogiej) oznacza pieniądze.

## Zawartość srebra w fenigu
Zawartość czystego srebra w gramach w przeliczeniu na jednego feniga.
| Rok     | Srebro | Podstawa       |
| ------- | ------ | -------------- |
| 1000    | 2.070  | 1 fenig        |
| 1020    | 1.200  | 1 fenig        |
| XIII w. | 0.500  | 1 fenig        |
| XIV w.  | 0.200  | 1 fenig        |
| 1389    | 0.131  | 1/8 örtuga     |
| 1439    | 0.106  | 1/8 örtuga     |
| 1497    | 0.0975 | 1/8 örtuga     |
| 1512    | 0.089  | 1/8 örtuga     |
| 1532    | 0.047  | 1/24 öre       |
| 1534    | 0.037  | 1/768 talara   |
| 1624    | 0.024  | 1/1152 talara  |
| 1664    | 0.022  | 1/1248 talara  |
| 1664    | 0.019  | 1/384 carolina |
| 1718    | 0.012  | 1/192 marki    |
| 1752    | 0.017  | 1/192 marki    |

## Literatura
- Zbigniew Żabiński, Rozwój systemów pieniężnych w Europie zachodniej i północnej, Zakład Narodowy Imienia Ossolińskich - Wydawnictwo, Wrocław 1989, ISBN 83-04-02992-8